# Marion Shilling
Marion Helen Schilling (Denver, 3 dicembre 1910 – Torrance, 6 novembre 2004) è stata un'attrice statunitense.

## Biografia
Cominciò la carriera di attrice nel palcoscenico dei teatri di rivista per approdare al cinema nel 1929 con una parte in Wise Girls. Seguirono il musical Lord Byron of Broadway e il giallo Shadow of the Law (1930) a fianco di William Powell.
Nel 1931 fu scelta tre le tredici giovani promesse WAMPAS Baby Stars e continuò a lavorare assiduamente, anche se in film di secondo livello, molti dei quali western recitati insieme a specialisti del genere, come Tom Keene, Buck Jones, William Desmond, Hoot Gibson, Reb Russell o Rex Bell.
Marion Schilling lasciò il cinema nel 1936, a soli 25 anni. Si sposò nel 1937 con l’immobiliarista Edward Cook, cui rimase legata fino alla morte di lui, avvenuta nel 1998, ed ebbe due figli. Per il suo contributo al genere western fu insignita nel 2002 con un Golden Boot Award dalla Motion Picture and Television Fund. Morì due anni dopo, a 93 anni di età, e i suoi resti furono cremati.

## Riconoscimenti
- WAMPAS Baby Star nel 1931
- Golden Boot Award nel 2002

## Filmografia parziale

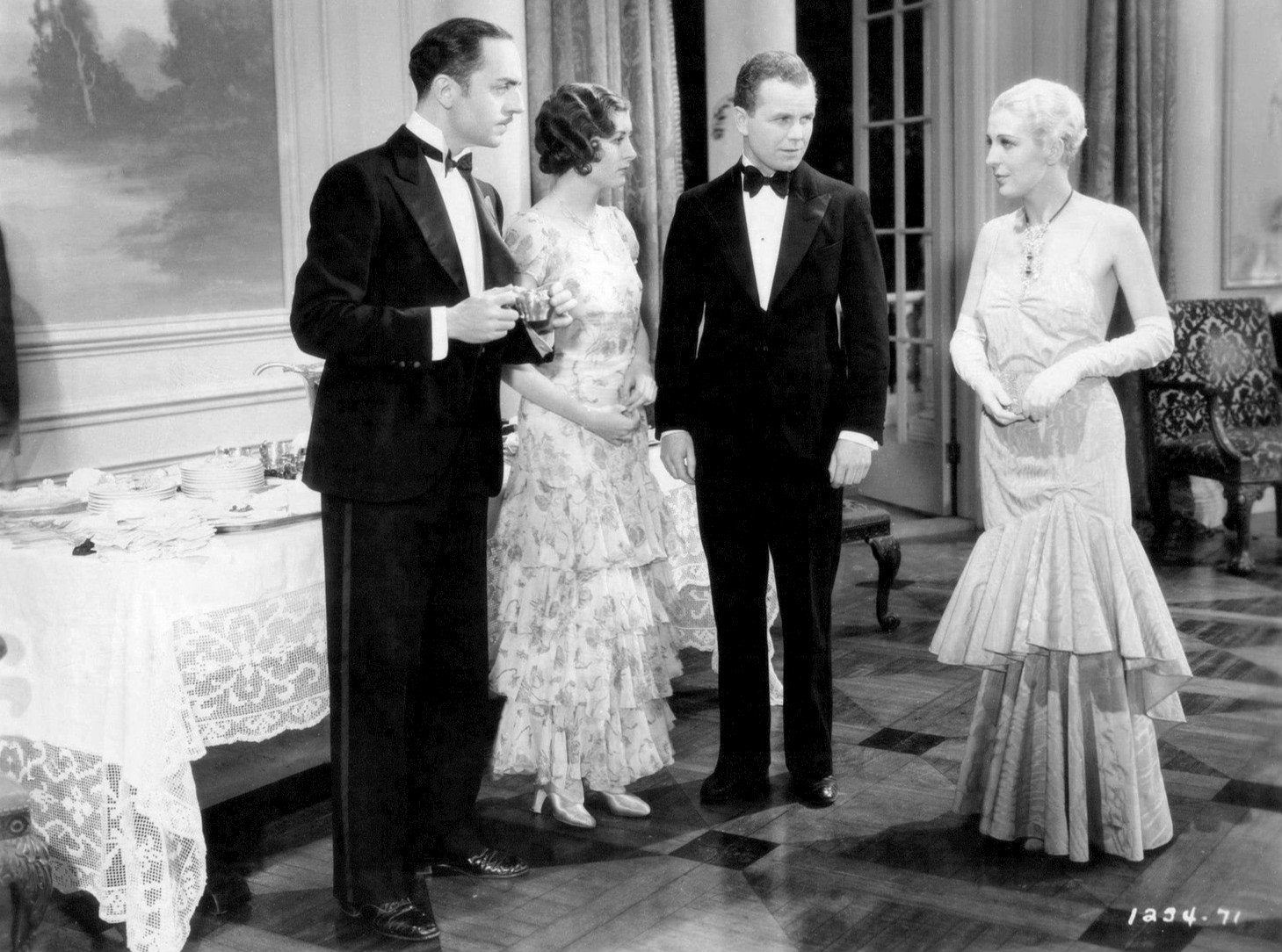
Con William Powell, Regis Toomey e Natalie Moorhead in Shadow of the Law

- Wise Girls, regia di E. Mason Hopper (1929)
- Lord Byron of Broadway, regia di Harry Beaumont, William Nigh (1930)
- Shadow of the Law, regia di Louis J. Gasnier (1930)
- Il mio ragazzo (Young Donovan's Kid), regia di Fred Niblo (1931)
- Forgotten Women (1931)
- Gangsters (The County Fair), regia di Louis King (1932)
- Shop Angel (1932)
- A Parisian Romance (1932)
- The Red Rider, regia di Lew Landers (1934) - serial cinematografico
- Inside Informarion (1934)
- The Westerner (1934)
- The Keeper of the Bees, regia di Christy Cabanne (1935)
- A Shot in the Dark (1935)
- Il volontario del pericolo (1935)
- Cavalcade in the West (1936)

## Fonti
- Los Angeles Times, Obituaries, December 03, 2004